# Gibberella tumida
Gibberella tumida är en svampart som beskrevs av P.G. Broadh. & P.R. Johnst. 1994. Gibberella tumida ingår i släktet Gibberella och familjen Nectriaceae.   Inga underarter finns listade i Catalogue of Life.